# جعفرآباد علیا (سودلانه)
جعفرآبادعلیا، روستایی  است که طبق سرشماری سال ۱۳۹۵ با ۵۵۲ نفر جمعیت شامل ۲۷۹ نفر مرد و ۲۷۳ زن ارتفاع از سطح دریا ۱۳۳۲ متر و  از توابع بخش مرکزی شهرستان قوچان در استان خراسان رضوی ایران.

## جمعیت
این روستا در سرشماری  سال ۱۳۹۵  طبق اعلام رسمی مرکز آمارایران شامل ۲۰۰ خانوار و ۵۵۲ نفر شامل ۲۷۹ نفر مرد و ۲۷۳ زن می باشد.
این روستا در دهستان سودلانه قرار داشته و بر اساس سرشماری سال ۱۳۸۵ جمعیت آن ۶۳۲ نفر (۱۶۱ خانوار)
بوده است.